# Grujugan (Petanahan)
Grujugan is een bestuurslaag in het regentschap Kebumen van de provincie Midden-Java, Indonesië. Grujugan telt 1530 inwoners (volkstelling 2010).